# 戴维·克劳谢
戴维·克劳谢（英語：David Crawshay，1979年8月11日—），澳大利亚男子赛艇运动员。他曾代表澳大利亚参加2004年、2008年和2012年夏季奥林匹克运动会赛艇比赛，其中2008年奥运会获得一枚金牌。